# Orso (nome)
Orso  è un nome proprio di persona italiano maschile.

## Varianti
- Maschili: Urso
  - Alterati: Orsino[1][2], Ursino[3], Orsetto, Ursone, Ursicino
- Femminili
  - Alterati: Orsola, Orsetta, Orsina

### Varianti in altre lingue
- Francese: Ours
- Latino: Ursus[1]
  - Alterati: Ursinus[1]
- Polacco: Ursus, Ursyn
- Tedesco: Urs[1]

## Origine e diffusione

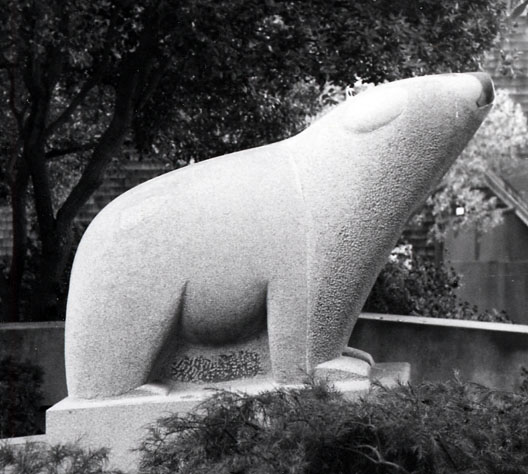
Statua di un orso a San Francisco

Deriva dal latino ursus, letteralmente "orso", che, nell'onomastica di ispirazione zoonomica, fa riferimento alle caratteristiche tradizionalmente attribuitegli (la forza, la combattività, ecc.). La forma tedesca Urs è particolarmente diffusa in Svizzera, grazie alla venerazione per sant'Orso, patrono di Soletta.
Condivide l'etimologia con diversi altri nomi, fra cui Orsola e Ursicino, e per significato è analogo anche ai nomi Bernone, Björn e Arturo.

## Onomastico
L'onomastico si festeggia solitamente il 1º febbraio in ricordo di sant'Orso di Aosta, monaco irlandese. Per la variante diminutiva Orsino l'onomastico ricade invece il 9 novembre in memoria di sant'Orsino, confessore ad Aquitania. La variante "Orsetto" è invece adespota, e il suo onomastico si festeggia quindi in concomitanza con quello della forma principale Orso. Con questo nome si ricordano anche:
- 13 aprile, sant'Orso di Ravenna, vescovo e confessore della città nel IV secolo, patrono di pellicciai e conciatori[4].
- 30 luglio, altri nove santi di nome Orso, tra cui un vescovo di Auxerre vissuto nel IV secolo[4][5].
- 30 settembre (30 ottobre in alcuni luoghi), sant'Orso, soldato della Legione tebana e martire con San Vittore, santo patrono di Soletta in Svizzera[1][4][5].

## Persone

Orso Mario Corbino

- Orso Mario Corbino, fisico e politico italiano
- Orso Maria Guerrini, attore e doppiatore italiano

### Storia
- Orso, vescovo di Benevento

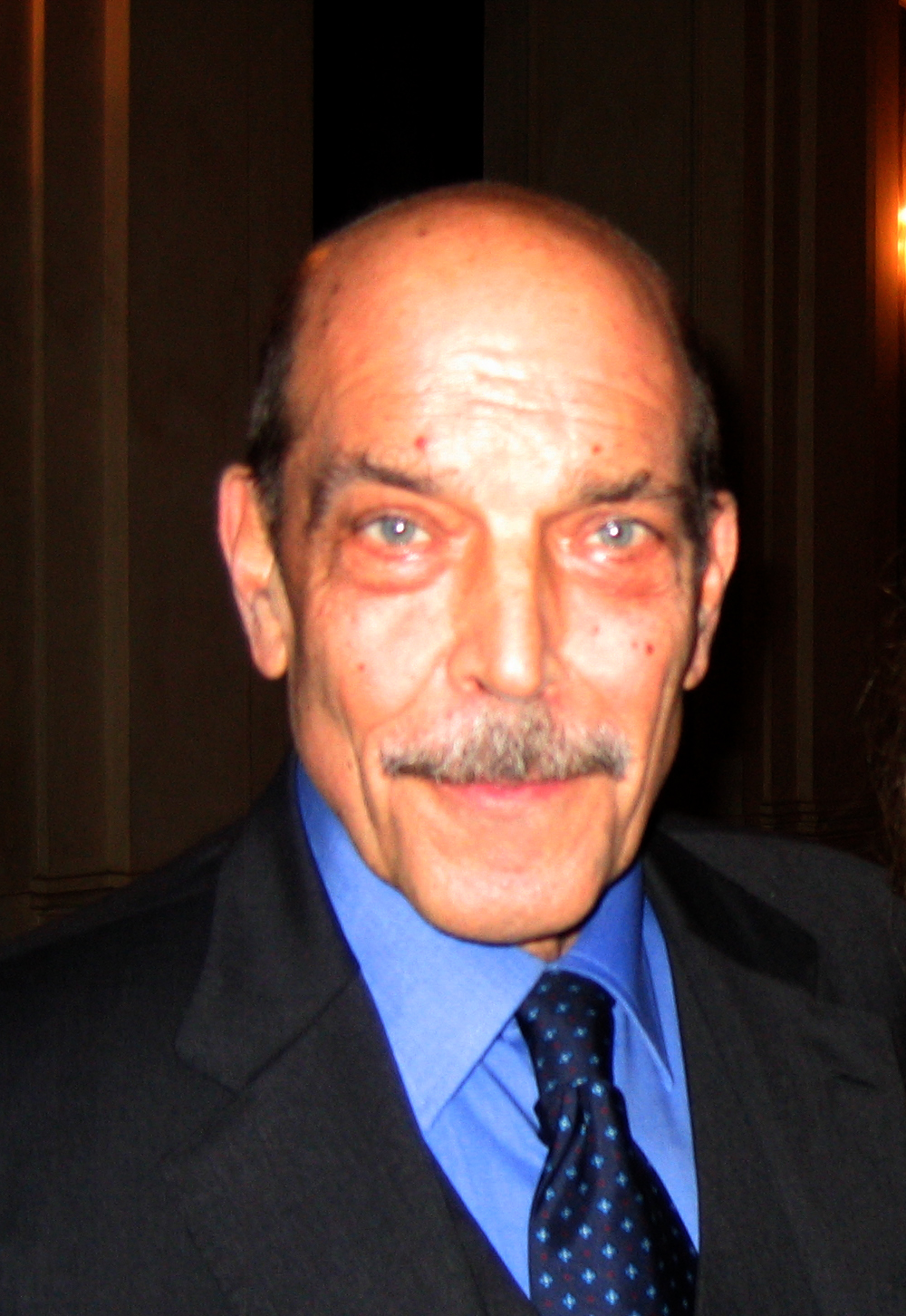
Orso Maria Guerrini

- Orso degli Alberti, figlio del conte Napoleone Alberti, ucciso dal cugino Alberto, citato da Dante Alighieri nella Divina Commedia, nel canto VI del Purgatorio
- Orso dell'Anguillara, condottiero e nobile italiano
- Orso di Aosta, presbitero e santo irlandese
- Orso di Benevento, principe longobardo di Benevento
- Orso di Ravenna, vescovo cattolico e santo italiano
- Orso Ipato, terzo doge della Repubblica di Venezia
- Orso Orseolo, vescovo di Torcello, patriarca di Grado e reggente ducale
- Orso Partecipazio, vescovo della Repubblica di Venezia
- Orso I Partecipazio, quattordicesimo doge della Repubblica di Venezia
- Orso II Partecipazio, diciottesimo doge della Repubblica di Venezia

### Variante Urs
- Urs Althaus, attore svizzero
- Urs App, storico svizzero

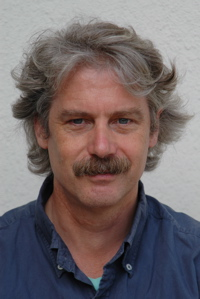
Urs App

- Urs Freuler, ciclista su strada e pistard svizzero
- Urs Imboden, sciatore alpino svizzero naturalizzato moldavo
- Urs Kälin, sciatore alpino svizzero
- Urs Küry, vescovo vetero-cattolico svizzero
- Urs Lehmann, dirigente sportivo e sciatore alpino svizzero
- Urs Lüthi, fotografo, pittore e artista svizzero
- Urs Meier, arbitro di calcio svizzero
- Urs Räber, sciatore alpino svizzero
- Urs Salzmann, bobbista svizzero
- Urs Widmer, scrittore svizzero
- Urs Zimmermann, ciclista su strada svizzero

### Altre varianti maschili
- Ursino, religioso e antipapa italiano
- Orsino Orsini, giornalista italiano
- Ursone da Sestri, diplomatico e poeta italiano

### Variante femminile Orsetta
- Orsetta De Rossi, attrice e doppiatrice italiana
- Orsetta Gregoretti, attrice italiana

## Il nome nelle arti
- Re Orso è un poemetto dello scrittore italiano Arrigo Boito che prende il nome dal suo protagonista, un immaginario re di Creta.
- Ursus è un personaggio del romanzo di Henryk Sienkiewicz Quo vadis? e delle opere cinematografiche e televisive che ne sono state tratte.
- Orso Bartholomew è un personaggio della serie manga e anime One Piece, del mangaka Eiichirō Oda.
- Il Capitano Orso Blu è un personaggio del romanzo di Walter Moers Le 13 vite e mezzo del capitano Orso Blu e della trasmissione televisiva Die Sendung mit der Maus.
- Urs è un personaggio del romanzo di Walter Moers Rumo e i prodigi nell'oscurità.